# Astrid Monteiro de Carvalho
Astrid Monteiro de Carvalho (Rio de Janeiro, 20 de dezembro de 1974) é uma estilista, empresária e socialite brasileira. É Herdeira do Grupo Monteiro Aranha, o qual tem patrimônio estimado em R$ 500 milhões.
Educada na Escola Suíço-Brasileira (EN), no Rio de Janeiro, e formada em Direito, ela largou o emprego num escritório para abraçar a profissão de produtora de moda. Foi sócia da loja Tidsy, uma multimarcas do Rio de Janeiro.
Recentemente viveu um drama envolvendo a paternidade de seu filho Antônio, depois de dois anos e meio de união com Marcos Campos, a socialite revelou que o filho que o empresário julgava dele na verdade era fruto de um relacionamento fortuito com o empresário Alexandre Accioly.
A socialite, que também namorou o apresentador Luciano Huck, teve em 2012 uma filha com o empresário Carlos Eugênio Vasconcellos.
Na juventude foi campeã de hipismo.